# Oscar Thompson Filho

Oscar Thompson Filho (1964)

Oscar Thompson Filho (* 16. Oktober 1910 in São Paulo; † 13. März 1975 bei Belém, Pará) war ein brasilianischer Politiker, der 1964 Landwirtschaftsminister war.

## Leben
Oscar Thompson Filho war der Sohn des Pädagogen Oscar Thompson, der 1930 zum Mitglied der Legislativversammlung des Bundesstaats São Paulo gewählt wurde, und dessen Ehefrau Henriqueta Bastos Thompson. Nach dem Besuch des Colégio São Luís begann er ein Studium an der Escola de Agricultura Luís de Queirós in Piracicaba, das er 1933 mit einem Diplom als Agraringenieur abschloss. Danach widmete er sich der Verwaltung seines landwirtschaftlichen Eigentums. 1963 wurde er von Ademar de Barros, dem Gouverneur von São Paulo, zum Landwirtschaftsminister (Secretaria de Agricultura do Estado) dieses Bundesstaates ernannt. In der Folgezeit unternahm er viele Auslandsreisen nach Europa, den Nahen Osten sowie nach Taiwan, wo er sich über Anbaumethoden informierte. Dies führte dazu, dass taiwanesische Agrartechniker in Landwirtschaftsprogrammen des Bundesstaates wie zum Beispiel im Tal des Rio Paraíba Aufbauhilfe leisteten.
Nachdem die politisch-militärischen Bewegung in einem Militärputsch am 1. April 1964 Staatspräsident João Goulart absetzte, wurde Thompson vom neuen Staatspräsidenten Humberto Castelo Branco am 22. April 1964 als Landwirtschaftsminister (Ministro da Agricultura) in dessen Kabinett berufen. Als Landwirtschaftsminister versuchte er moderne Landbewirtschaftungspraktiken einzuführen, um die Produktion zu steigern. Darüber hinaus befürwortete er die Industrialisierung landwirtschaftlicher Produkte durch die Schaffung von Fabriken für Bananenpulver, Tomatenpulver und Fischmehl. Er blieb jedoch nur zwei Monate im Amt, weil er sich nicht um die „Einheit von Denken und Handeln“ der Regierung gekümmert hatte, ein Grund, den Castelo Branco ihm bei der Erteilung einer Entlassung selbst mitgeteilt hatte. Am 16. Juni 1964 wurde er von Hugo de Almeida Leme ersetzt.
Nach seinem Ausscheiden aus der Regierung wurde Oscar Thompson technischer Berater von Volkswagen do Brasil S.A. für das landwirtschaftliche Explorationsprojekts Rio Cristalino im Süden des Bundesstaates Pará. In dieser Funktion nahm er im März 1975 in Belém an einem Treffen der Mitglieder dieses Projekts mit Vertretern der Superintendanz für die Entwicklung des Amazonas SUDAM (Superintendência do Desenvolvimento da Amazônia) teil. Er kehrte am 13. März 1975 nach Uberlândia in Minas Gerais zurück, als das Privatflugzeug, in dem er reiste, über dem Fluss Acará in der Nähe von Belém abstürzte und seinen Tod verursachte. Er war bis zu seinem Tode mit Beatriz Whately Thompson verheiratet.